# Szerecseny
Szerecseny é um município da Hungria, situado no condado de Győr-Moson-Sopron. Tem 12,38 km² de área e sua população em 2015 foi estimada em 784 habitantes.